# Rob Hopkins

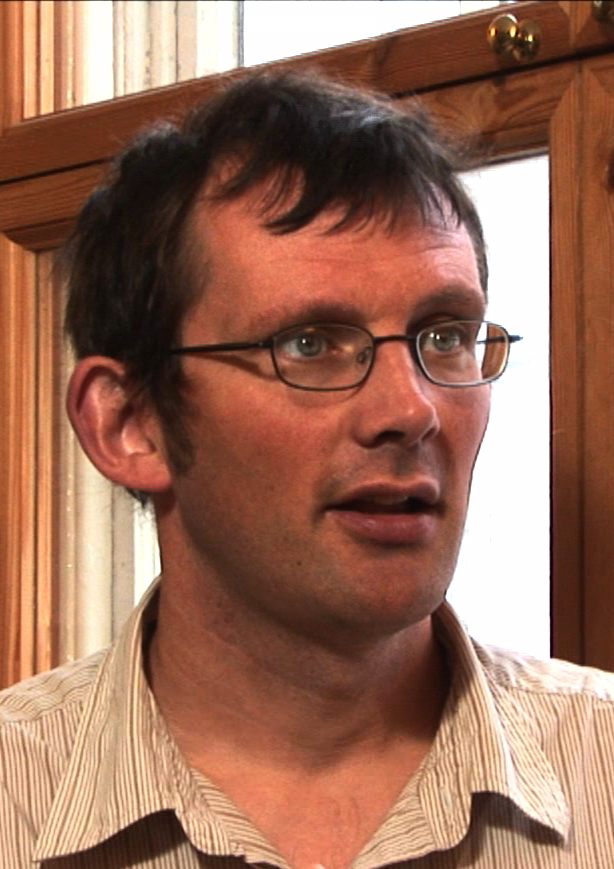
Rob Hopkins

Rob Hopkins (1968) is een docent, activist en schrijver op het gebied van milieu, uit Totnes, Engeland. Hij is het meest bekend als de oprichter en boegbeeld van de Transitie-beweging, welke hij startte in 2005. Hopkins schreef vier boeken over (milieu)activisme.

## Biografie
Hopkins werd geboren in Chiswick, Londen en groeide op in Londen. Op zijn twaalfde verhuisde hij naar Wiltshire en later naar Bristol.
Vanaf 1988 woonde en werkte hij twee jaar op Istituto Lama Tzong Khapa, een Tibetaans boeddhistisch klooster in Toscane, Italië. Daarna reisde hij een jaar door India, Pakistan, China, Tibet, Hong Kong en opnieuw India, waar hij zijn partner Emma ontmoette. Ze vestigden zich in Bristol, waar Hopkins zijn graad in Environmental Quality & Resource Management haalde op de University of the West of England, en ook een permacultuur ontwerpcursus volgde.
In 1996 verhuisde Hopkins met zijn gezin naar West Cork in zuid-west Ierland. Hij begon hier permacultuur te onderwijzen, in eerste instantie als korte cursus, later als volledige ontwerpcursussen. Samen met Emma en een ander gezin startte hij Baile Dulra Teoranta, een liefdadigheidsorganisatie met de intentie een ecodorpproject te creëren.
In 1999 kochten ze samen met een ander gezin een boerderij nabij Castletown, Enniskeane, genaamd The Hollies. In 2001 begon Hopkins les te geven over permacultuur op het Kinsale Further Education College in Ierland, in eerste instantie als eenjarige cursus maar later als de eerste 2-jarige permacultuurcursus ter wereld. Tussen 2003 en 2005 bouwden zijn studenten het 'Wooden O Theatre', een amfitheater gebouwd van lokale materialen.
In 2004 deden de studenten van Hopkins een project om de principes van permacultuur toe te passen op de Hubbertpiek. Het resultaat hiervan was het Kinsale Energy Descent Action Plan, welke werd geüpload naar de website van de school. Het plan is door vele partijen over de hele wereld gedownload. In 2005 werd er naar aanleiding van dit project een conferentie gehouden over de Hubbertpiek en de oplossingen, genaamd Fuelling The Future.
In 2005 verhuisden Hopkins en zijn familie naar Totnes, Engeland en waren daar met Naresh Giangrande medeoprichter van Transition Town Totnes, de eerste officiële transitiestad. Hierna werden er vele andere projecten gestart.
In 2007 startte Hopkins samen met Peter Lipman en Ben Brangwyn Transition Network, een liefdadigheidsorganisatie om de vele transitie-bewegingen wereldwijd te ondersteunen. Transition Network is gevestigd in Totnes. Er zijn transitie-initiatieven in meer dan 50 landen, in circa 1400 gemeenschappen.
Hopkins heeft een doctoraat van Plymouth University (2011) en een eredoctoraat van de University of West England (2013). In 2016 werd hij beloond met een eredoctoraat van de University of Namur. Verder won hij vele prijzen, waaronder de:
- Schumacher Award (2008)
- Observer Ethical Award in de categorie Grassroots Campaigner (2009)
- 'Green Community Hero' van de Energy Saving Trust/Guardian (2009)

### Nederlands
- Het Transitie Handboek: Van olie-afhankelijkheid naar lokale veerkracht, Jan Van Arkel, 2009, 274 p (ISBN 978-9062244850)

### Engels
- The Transition Handbook: From Oil Dependency to Local Resilience, Green Books, 2008, 240 p (ISBN 978-1900322188)
- The Transition Companion: Making Your Community More Resilient in Uncertain Times, Chelsea Green Publishing, 2011, 320 p (ISBN 978-1603583923)
- The Power of Just Doing Stuff: How Local Action Can Change The World, UIT Cambridge Ltd, 2013, 160 p (ISBN 978-0857841179)

- Bibliothèque nationale de France: cb16242920r (data)
- Gemeinsame Normdatei: 136805728
- International Standard Name Identifier: 0000 0001 0653 8061
- Library of Congress Control Number: n2008067164
- Nationale Bibliotheek van Tsjechië: mub20231176128
- Nederlandse Thesaurus van Auteursnamen: 316731536
- Système universitaire de documentation: 145495973
- Virtual International Authority File: 36395058
- WorldCat: E39PBJkMFFhCXqCTmKv48kQH4q